# Baranyi Ferenc

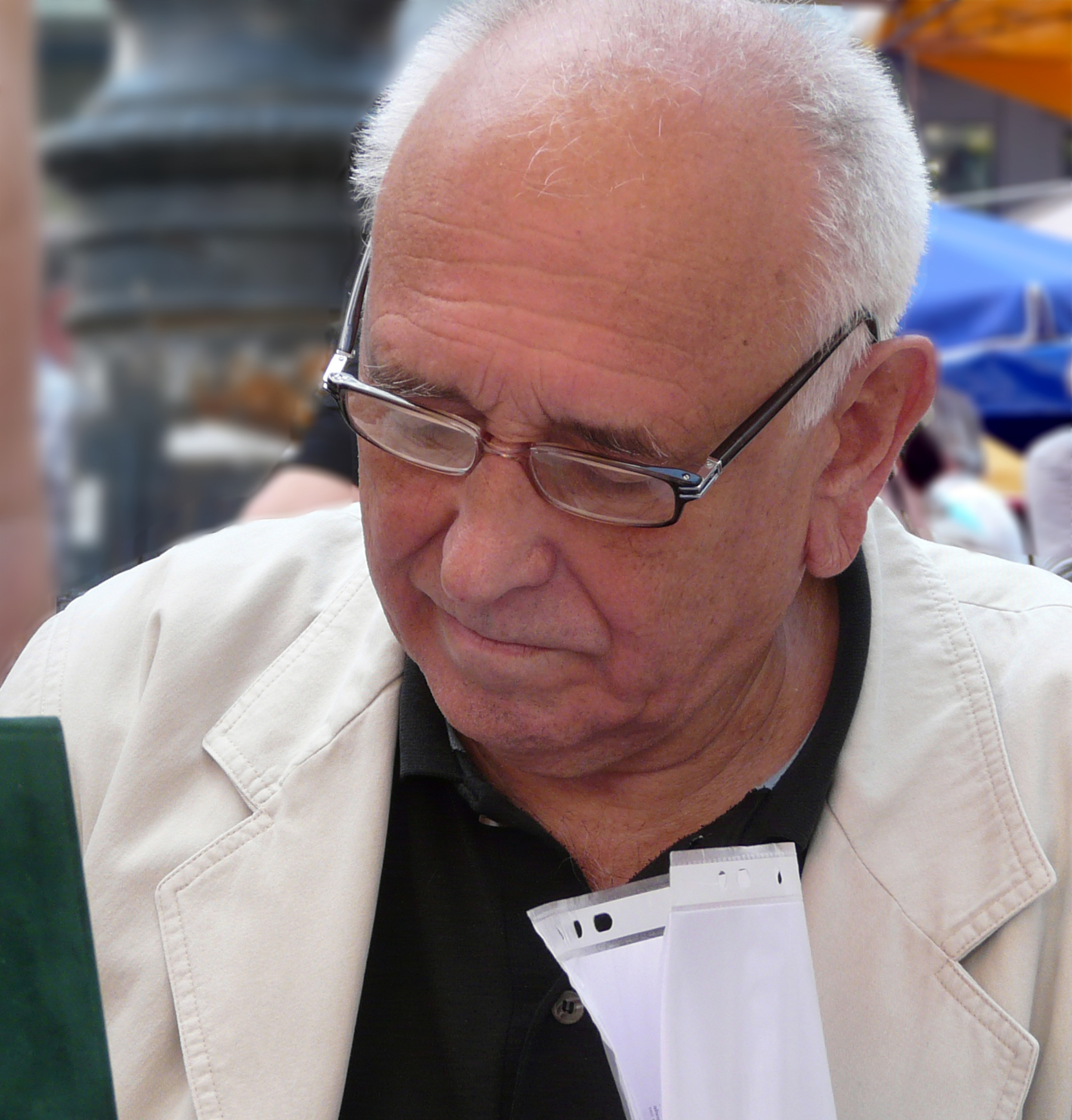
Baranyi Ferenc 2010-ben az Ünnepi Könyvhéten

Baranyi Ferenc (írói álneve: Francesco del Sarto) (Pilis, 1937. január 24. –) Kossuth- és József Attila-díjas magyar költő, író, műfordító.

## Élete
Baranyi Ferenc és Kuzsma Katalin gyermekeként született. Elemi, illetve általános iskolai, majd középiskolai tanulmányait Nyáregyházán, Cegléden és Budapesten végezte.
1957–1962 között Eötvös-kollégistaként az ELTE BTK magyar–olasz szakán tanult. 1963–65 között a MÚOSZ Újságíró Iskola tanulója volt. 1967-ben a Poitiers-i Egyetemen is tanult.
Közben 1955–57 között pályamunkás, illetve tisztviselő volt. 1963–68 között az Egyetemi Lapok munkatársaként működött. 1968–69-ben az Ifjúsági Magazinnál főszerkesztő-helyettesként dolgozott. 1969–1972 között a Magyar Ifjúság irodalmi rovatát vezette. 1976–1992 között az MTV szórakoztató és zenei főosztályán kezdetben főosztályvezető-helyettesi, majd főmunkatársi beosztásban tevékenykedett. 1984 és 1986 között másodállásban a Palócföld főszerkesztője volt, 1988–92 között pedig az Ezredvégé.
A Magyar Írók Szövetségének 1963-tól 2006-ig volt tagja. 1988-tól a Zrínyi Miklós Irodalmi és Művészeti Társaság alelnökévé választották. A József Attila Művészeti Centrum Alapítvány kuratóriumának 1990-től 2014-ig volt elnöke. 1992-ben nyugalomba vonult.
A Művészet Barátok Egyesületének 2001-től 2003-ig főtitkára volt. Rövid ideig a Szövetség az Európai Magyarországért szóvivője volt, valamint elnöke a Haladó Erők Fórumának.
Jelenleg is tagja (1994-től) a Magyar Zeneszerzők Szövetségének, valamint (2002-től) a párizsi Académie Européenne des Scienses des Arts et des Lettres-nek.
1954-től publikál. Verseit csaknem valamennyi európai nyelvre lefordították, folyóiratokban, antológiákban jelentek meg, néhol önálló kötetekben is.

## Magánélete
1962-ben feleségül vette Büki Erzsébetet. Egy fiuk született, Péter (1967).

## Művei
- Villámok balladája; Magvető, Bp., 1962 (Új termés)
- Hazatérés; Magvető, Bp., 1964
- Az a merészség; Magvető, Bp., 1966
- Az endecasillabo mint kifejező eszköz Dante Színjátékában (tanulmány, 1966)
- Baranyi Ferenc–Gyárfás Endre: Piros karikák. Versek; Határőrség, Bp., 1968
- Túl az éjszakán; Magvető, Bp., 1969
- Változó szelek; Magvető, Bp., 1972
- A lónak vélt menyasszony; NPI, Bp., 1973 (Színjátszók kiskönyvtára)
- Esőveréssel. Válogatott és új versek; Magvető, Bp., 1975
- Üzenjetek nekünk; s.n., s.l., 1980
- A szerelem harmadik éve; Magvető, Bp., 1980
- Hétköznapi istenhozzád. Versek 1979–81; Magvető, Bp., 1982
- Szerelem és háború. Adaptációk a világirodalomból; Zrínyi, Bp., 1983
- Valami mindig közbejön. Válogatott versek; Zrínyi, Bp., 1986
- Visszaigéző. Versek, 1982–1986; Magvető, Bp., 1987
- Egy önérzet hét stációja. Lírai naplók; ILK, Bp., 1988
- Európai idill. Baranyi Ferenc, Csala Károly, Simor András versei; ill. Bálványos Huba; Országos Grafikai Műhely, Vác, 1990
- Gyöngyhalász. Versek; Movie Plus GM, s.l., 1990
- Francesco del Sarto: A túlvilági szajha. Regény; Editorg, Bp., 1990 (Horror könyvek)
- Betyárbecsület. Versek; Baranyi Ferenc, Bp., 1991 (Z-füzetek)
- Baranyi Ferenc összes szerelmes versei, 1957–1991; Mixtus, Bp., 1991
- A fal és a fej balladája. Versek, 1987–1991; szerzői, Bp., 1991 (Z-füzetek)
- Vizafogó. Új versek és műfordítások; szerzői, Bp., 1993 (Z-füzetek)
- Aktuális régi versek / Baranyi Ferenc: Hegyibeszéd. Válogatott versek 1958–1988 / Soós Zoltán: Mulat a vezér. Válogatott versek 1951–1985; K. u. K., Bp., 1995
- Tájak, szerelmek. Versek; Art Reklám, Bp., 1995 + 1 hangkazetta
- Operaszövegek. Szavakkal a zene szolgálatában; Mikszáth, Horpács, 1995 (Metál könyvek)
- Hegyibeszéd. Válogatott versek 1958–1988; K. u. K., Bp., 1995
- Kifosztva. Versek, 1993–1995; szerzői, Bp., 1995 (Z-füzetek)
- Könyörgés apátiáért. Új versek, 1987–1997; Mikszáth, Horpács, 1997
- A honfoglalás felszámolása. Verses széljegyzetek tizenegy évszázad magyar történelméhez; General Press, Bp., 2000
- Anti-Orfeusz. Versek, 1997–2000; K. u. K., Bp., 2000
- Dante a Lónyay utcában. Életrajzi jegyzetek, elbeszélések; szerzői, Bp., 2002 (Z-füzetek)
- Színigazság, avagy A színek igazsága. Megverselt képek; Művészetbarátok Egyesülete, Bp., 2002
- Pastorale (arcpirító költemények, Francesco del Sarto álnéven, 2003)
- Epiprológus. Válogatott versek az 1954 és 2004 közötti termésből, magyarul és különféle európai nyelveken; Hungarovox, Bp., 2004
- A hiány kalodája. Új és újjászült versek; Hungarovox, Bp., 2005
- Litere-túra a világ körül. Miniesszék; szerzői, Bp., 2005 (Z-füzetek)
- Mindkettő emberül. Száz szerelmes vers, 1954–2004; K.u.K., Bp., 2006
- Opera-b-c. Operák, operisták, operaházak; Hungarovox, Bp., 2006
- Zévitamin. Zenei cikkek, 1976–2006; Hungarovox, Bp., 2006
- 7 × 10. Hetvenkedő könyvecske; Hungarovox, Bp., 2007
- A keresztesvitéz keresztje. A szerző válogatása életművéből; Trikolor, Bp., 2008 (Örökségünk)
- Örök barátaim. Litera-túra a vén kontinensen; Hungarovox, Bp., 2008
- Kielo. Egy szerelem látleletei; Hungarovox, Bp., 2009
- Az én hetedik ajtóm. Múzsák, szerelmek, emlékek a múltból; Hungarovox, Bp., 2009
- Ködsirató. Versek, 2005–2010; Hungarovox, Bp., 2010
- Nulladik kötet. Válogatás az 1954 és 1960 között született zsengékből; Hungarovox, Bp., 2010
- Vízillatú béke. Harminchárom kispróza; Hungarovox, Bp., 2011
- Baranyi Ferenc–Lengyel Géza–Reményi Ferenc: Köszönet Ceglédnek. Szépírói emlékek, vallomások; Jordán Print Bt., Dunaharaszti, 2012
- Vad vadon. Új és újjászült versek; Hungarovox, Bp., 2012
- A sehonnai borbély. Zenés színművek; Hungarovox, Bp., 2013
- Írások a falon. Jubileumi versválogatás; Hungarovox, Bp., 2014
- Ballada a hunyászkodókról; Új-Könyvbarát Kft., Bp., 2015
- Az opera négy évszázada. Költők és komponisták; Kossuth, Bp., 2016
- Képek tükrében; fotó Baranyi Péter, vers Baranyi Ferenc; Hungarovox, Bp., 2017
- More truly than anything here; fotó Baranyi Péter, angolra ford. Tótfalusi István; Hungarovox, Bp., 2017
- Tótágas; Új Könyvbarát, Bp., 2018
- Nyáregyháza, hasonlítok rád még én?; Hungarovox, Bp., 2019
- Alkonyati zsoltár; fotó Markovics Ferenc; Kossuth, Bp., 2019
- Gyöngyhalászok – Baranyi Ferenc és Jóna Dávid lírai párbeszéde; Kossuth, Bp,, 2021.
- Tiszta szándékkal – Pályakép versekben; Papirusz Book, Bp., 2022.
- Kilenc hollómadár – Baranyi Ferenc és Jóna Dávid lírai párbeszéde; Hungarovox, Bp., 2023. könyvhetére.

Számos verse, írása jelent meg a legkülönfélébb antológiákban 1960 és 2014 között. Ő maga is igen sok antológiát szerkesztett.
Operalibrettókat írt és fordított, televíziós dokumentumjátékai nagy zeneszerzők (Csajkovszkij, Donizetti, Rossini, Verdi, Wagner) életét és munkásságát ismertették. Dalszövegei különféle hanghordozókon is kiadásra kerültek. Irodalmi és zenei ismeretterjesztő műsorai a rádióban és a televízióban igen népszerűek voltak.

## Műfordításai
- Szerelem és háború. Adaptációk a világirodalomból (versek, 1983)
- Rolando Certa: Mások tekintetére rátalálni (versek, Papp Árpáddal közösen, 1987)
- Franco Ferrara: Imzad – Sívó hegedű (versciklus, 1990)
- Dante Maffia: Kosárba viperát (versek, 1990)
- Franco Cajani: Időlovag (versek, 1992)
- Nápolyi dalok (1992)
- Viviane Villamont: Nem akarok belehalni a szerelembe (regény, 1993)
- Jules Verne: Párizs a XX. században (regény, 1995)
- Dante Alighieri: Az új élet – Vita nuova (1996)
- Eugenio Montale: Naplók-versek. Diari-Poesie (1996)
- Ilka Nobs-Süpek: Utolsó könnyeim (versek, 1996)
- Paul Géraldy: Hozzád tartozom (versek, 1997)
- Napfény és szerelem (olasz szerelmes versek, 1998)
- Franco Cajani: Töprengés a szélben (versek, 1999)
- Paolo Maurensig: A lüneburgi variáns (regény, 1999)
- Corrado Calabro: A feladó ismeretlen (versek, 2000)
- Giacomo Puccini: Tosca (libretto, 2000)
- Europarnasszus. Válogatott műfordítások; előszó Madarász Imre; K. u. K., Bp., 2001
- Ó, jössz-e már? (szerelmes versek a világ minden tájáról, 2001)
- Lorenza Franco: Meghatározatlan (verse, 2001)
- Új élet, új stílus (középkori olasz költők művei, 2002)
- A montmorency-i szerelmesek (francia költők versei, 2003)
- Georges Bizet: Carmen (libretto, 2003)
- Geoges Bizet: A gyöngyhalászok (libretto, 2003)
- Franco Cajani: A dal történelem lesz (versek, 2003)
- Szerelem és nemes szív (olasz költők versei, 2003)
- Franco Cajani: A csoda parafrázisa (versek, 2005)
- Alekszandr Szergejevics Puskin: Angelo és más költemények (2005)
- Szerenád (olasz és francia dalok és slágerek, 2005)
- Corrado Calabro: A hitetlen angyal (versek, Majtényi Zoltánnal, 2007)
- Paul Géraldy: A szerelem (2008)
- Dante Alighieri: Pokol (2012)
- Franco Cajani: A második végállomás felé (versek, 2012)
- Giovanni Pascoli: A bargai toronyóra (versek, 2012)
- Franco Cajani: A nyeregből kivetett lovag (versek, 2014)
- Kaiser László: Lángok, tüzek között. Válogatott versek Baranyi Ferenc fordításában / Fra fiamme e fuochi. Poesie scelte tradotte da Ferenc Baranyi; Hungarovox, Bp., 2015
- Dante Alighieri: Isteni színjáték – Purgatórium. (Simon Gyulával közösen). Bp. 2017.
- Fentieken kívül számos versfordítása jelent meg még különféle antológiákban.

## Külföldön megjelent önálló verseskötetei
- Dal Danubio soffia in vento (olasz, 1992)
- Vesztnyik rasszveta i drugije sztyihi (orosz, 2005)
- Zece poeme de Baranyi Ferenc (román, 2011)
- Baranyi Ferenc: Poezii alese (román, 2013)

## Díjai, elismerései
- KISZ-érdemérem (1970)
- SZOT-díj (1974)
- József Attila-díj (1976)
- Magyar Vöröskereszt Centenáriumi Emlékérem (1981)
- A Zrínyi Katonai Könyvkiadó nívódíja (1981)
- Madách Imre-díj (1986)
- Premio A passo d'uomo (olasz irodalmi díj, 1989)
- Premio Brianza (olasz irodalmi díj, 1993)
- MSZOSZ Művészeti Díj (1993)
- Forintos-díj (1995)
- A Magyar Köztársasági Érdemrend kiskeresztje (1997)
- A XIII. kerület díszpolgára (1998)
- Demény Pál Emlékérem (1999)
- Darvas József-díj (2002)
- Premio Internazionale "Sulle orme di Ada Negri" (nemzetközi jelentőségű olasz irodalmi díj, 2002)
- Ada Negri-díj (2002)
- Gábor Andor-díj (2004)
- Nádasdy Kálmán-díj (2005)
- A Magyar Köztársasági Érdemrend tisztikeresztje (2005)
- Pilis Város díszpolgára (2005)
- Radnóti Miklós antirasszista díj (2006)
- Kossuth-díj (2008)
- Tekintet – Ördög Szilveszter-díj (2008)
- Balogh Sándor-díj (2012)
- (Életmű és Örökös tag-díj) 2013. november (Cserhát Művész Kör)
- Hazám-díj (2015)[1][2]
- Nyáregyháza díszpolgára (2016)
- Regionális Prima Díj (magyar irodalom kategória, 2016)
- A Magyar Kultúra Lovagja (2018)
- Kassák Lajos Irodalmi Díj (2018)

A Honvédelmi Minisztérium és a Magyar Írószövetség nívódíjai, a Magyar Rádió és a Magyar Televízió valamint több kiadó nívódíjai.

## Könyvek róla
- Szerelmes élet. Baranyi Ferenc pályafutása a sajtó tükrében; szerk. Németh János István; Mikszáth, Horpács, 2000
- Az örvénylelkű fiú. Baranyi Ferenc életpályája; szerk. Ézsiás Erzsébet; Papirusz Book, Bp., 2007
- Laczkó András: Baranyi Ferenc. Pályakép-vázlat; Hungarovox, Bp., 2010
- Vivát, Baranyi! 75; összeáll. Kemény András; Ferba Bt., Bp., 2011 (Z-füzetek)
- A béke bozótharcosa. Baranyi Ferenc a 21. században; Papirusz Book, Bp., 2017
- Szepes Erika: "talpig nehéz hűségbe" – A 85 éves Baranyi Ferenc köszöntése;  Z-Füzetek Alapítvány, Bp., 2022.

- A magyar irodalom története
- Kortárs magyar írók
- HírExtra.hu
- http://delibab-cserhat.hu/irodalom.html
- http://cserhat-muveszkor.hu/ Archiválva 2021. március 29-i dátummal a Wayback Machine-ben
- http://www.montazsmagazin.hu/az-iroklub-is-uennepel-vendeguenk-baranyi-ferenc-jozsef-attila-es-kossuth-dijas-koelt-iro-mfordito/